# Aplonis santovestris
Aplonis santovestris е вид птица от семейство Скорецови (Sturnidae). Видът е световно застрашен, със статут Уязвим.

## Разпространение
Видът е разпространен във Вануату.